# マイケル・フィンドレイ
マイケル・フィンドレイ（Michael Findlay、1938年 - 1977年5月16日）は、アメリカ合衆国の映画監督、映画製作者。フィンドレイは、彼の妻ロベルタ・フィンドレイと共に多数のセクスプロイテーション映画を監督・製作した。
フィンドレイは1977年5月16日、ジョン・F・ケネディ国際空港に向かうため、ニューヨークのパンナムビル（当時。現在のメットライフビル）屋上にあったヘリ発着場にいた時、ニューヨーク・エアウェイ社 (New York Airways) のヘリコプターがローターがまだ回っている内に転倒し、他の3人の乗客と共に巻き込まれ死去した。

## 来歴
1960年代で最も知られる仕事は、悪名高い『Flesh 』三部作（1967 - 68年）である。『The Touch of Her Flesh 』、『The Kiss of Her Flesh 』、『The Curse of Her Flesh 』は、いずれも監督はジュリアン・マーシュ名義となっており、マイケル・フィンドレイ自身が主人公の殺人鬼、リチャード・ジェニングスを演じた（ロバート・ウェスト、ロバート・ウェスターという別名を使用している）。妻に捨てられ、交通事故で隻眼となったジェニングスは復讐の鬼となり、凝りに凝った様々な手段で女達を殺害していく。
夫妻は1971年に予算節約のためアルゼンチンで『スローター (Slaughter) 』という映画を撮った。これは公開できるレベルの作品では無かったため、数年間、配給会社モナーク・リリーシングの倉庫に眠っていた。同社のオーナー、アラン・シャックルトンは『スローター』からタイトル・クレジットを全て取り除き、主演女優が撮影班に惨殺されるという5分足らずの新たな結末を付け加え、タイトルを（スナッフフィルムジャンルと同名の）『スナッフ/SNUFF』と改題して公開した。夫妻としては作品を勝手に利用される形となったが、シャックルトンの本物のスナッフフィルムであるかのように喧伝する巧妙な戦術により、皮肉にも『スナッフ/SNUFF』は夫妻にとって最も成功した映画となった。
「あなたの目と鼻の先で熱い行為が繰り広げられるスーパー3Dポルノ」と銘打たれた、1976年のハードコアポルノ映画『Funk 』のために、フィンドレイは携帯用の3Dカメラを発明した。まさにこのカメラをヨーロッパに売り込もうと、ジョン・F・ケネディ国際空港に向かう途中で、フィンドレイは事故に巻き込まれ帰らぬ人となった。

## 参考
- 柳下毅一郎『興行師たちの映画史 エクスプロイテーション・フィルム全史』青土社、193-199頁、2003年。ISBN 978-4791760978